# Мэнсфилд-парк (телесериал)
«Мэ́нсфилд-парк» (англ. Mansfield Park) — первая экранизация романа «Мэнсфилд-парк» англичанки Джейн Остин. Транслировалась в Великобритании в 1983 году телеканалом BBC.

## Сюжет
Девочка из обедневшего семейства Прайс едет на постоянное проживание к богатым родственникам из Мэнсфилд-парка. Бертрамы (за исключением Эдмунда) пренебрежительно обходятся с ней, ведь девушка бедна и зависима, а значит бесправна. Но вот Фанни Прайс завоёвывает уважение большинства обитателей имения, однако, вскоре вновь его теряет, потому что отказывает мистеру Кроуфорду в браке. Ведь Фанни прекрасно знает породу ветреного Генри, и к тому же тайно влюблена в кузена Эдмунда.

## Актёрский состав
| В ролях              |  | Персонаж       |
| -------------------- |  | -------------- |
| Сильвестра Ле Тузель |  | Фанни Прайс    |
| Анджела Плезенс      |  | леди Бертрам   |
| Анна Мэсси           |  | миссис Норрис  |
| Бернард Хептон       |  | сэр Бертрам    |
| Кристофер Вильерс    |  | Том Бертрам    |
| Николас Фаррелл      |  | Эдмунд Бертрам |
| Саманта Бонд         |  | Мария Бертрам  |
| Лиз Кроутер          |  | Джулия Бертрам |
| Горден Кэй           |  | доктор Грант   |
| Сьюзан Эдмонстоун    |  | миссис Грант   |
| Роберт Бёрбедж       |  | Генри Кроуфорд |
| Джеки Смит-Вуд       |  | Мэри Кроуфорд  |
| Джонатан Стивенс     |  | мистер Рашуорт |
| Джиллиан Мартелл     |  | миссис Рашуорт |
| Робин Лэнгфорд       |  | Джон Йейтс     |
| Аллан Хендрик        |  | Уильям Прайс   |
| Джонни Ли Миллер     |  | Чарльз Прайс   |
| Дэвид Бак            |  | мистер Прайс   |
| Элисон Фиске         |  | миссис Прайс   |
| Эрил Мейнард         |  | Сьюзан Прайс   |